# Wilde judaspenning
De wilde judaspenning (Lunaria rediviva) is een vaste plant uit de kruisbloemenfamilie (Brassicaceae). De plant komt in een groot deel van Europa in het wild voor in vochtige bossen en op leemhoudende gronden. Hij is in Nederland en Vlaanderen zeldzaam en wordt er als adventief beschouwd.

## Botanischebeschrijving
De plant wordt 0,5-1 m hoog. De gesteelde bladeren zijn  hartvormig met een gezaagde rand.
De lilakleurige tot witte bloemen zijn 2,5-3 cm groot en verspreiden een zeer sterke, aangename geur, vooral in de schemering en 's nachts. Vandaar ook de volksnaam maanviool. De bloemen zijn gegroepeerd aan de top van de rechtopstaande stengel. De bloeitijd loopt van april tot juni.
De hauwtjes zijn in tegenstelling tot de tuinjudaspenning (Lunnaria annua) langwerpig. De vruchten zijn plat, langwerpig en ongeveer 2,5 cm breed en 8 cm lang.

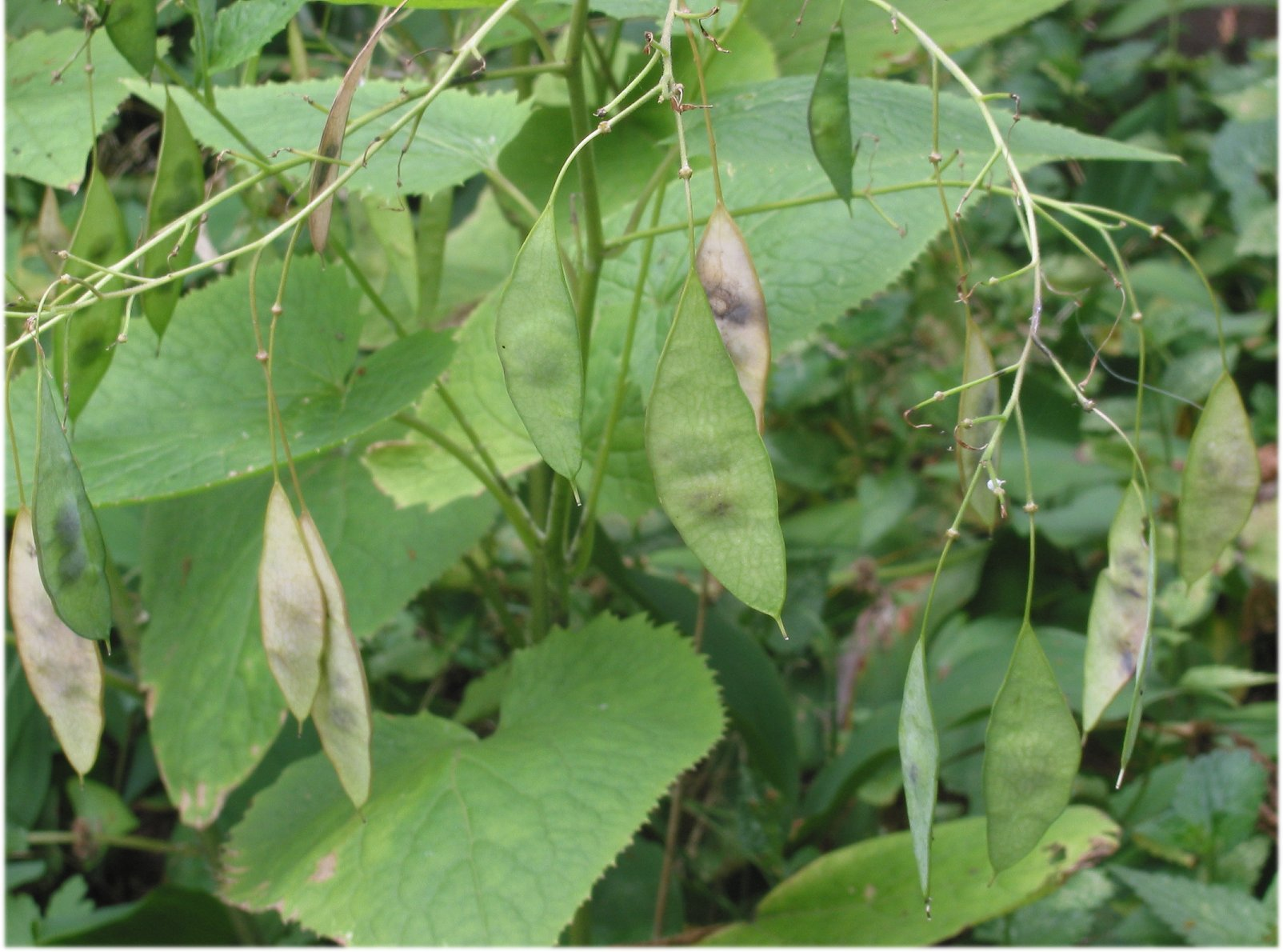
hauwtjes

De plant heeft een voorkeur voor zonnige tot licht beschaduwde standplaatsen.

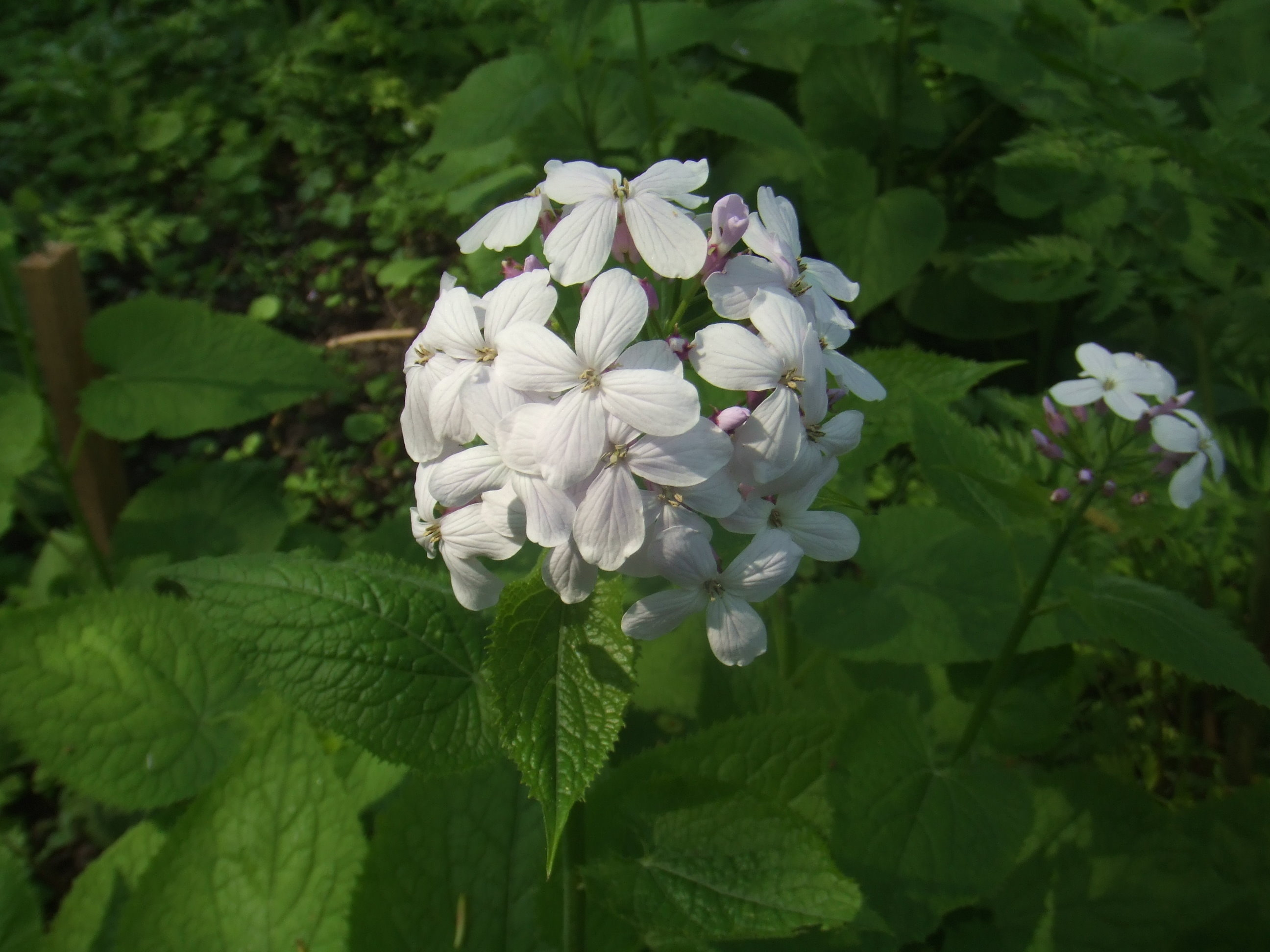
Wilde judaspenning in de Botanische Tuin TU Delft